# Humboldtschule Hannover

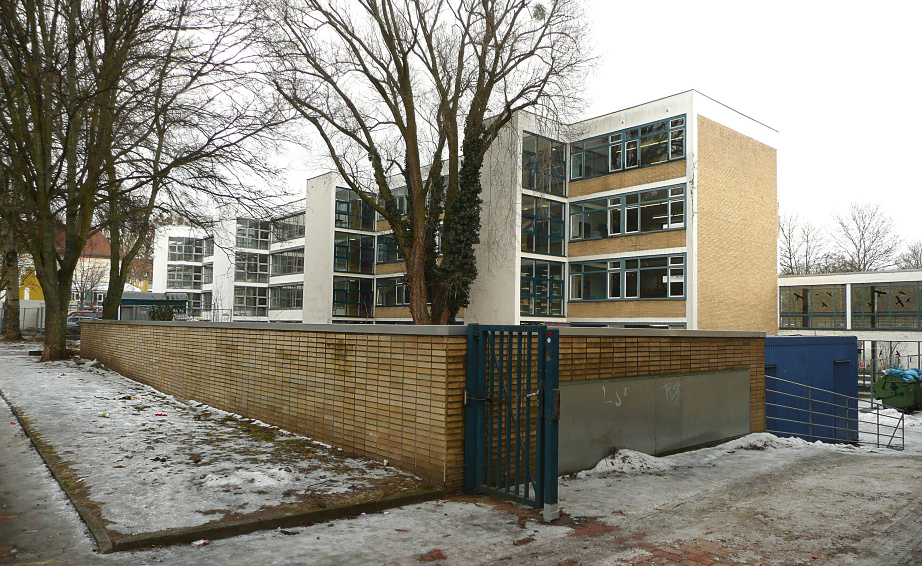
Schulgebäude

Die Humboldtschule Hannover ist ein nach Alexander von Humboldt und Wilhelm von Humboldt benanntes Gymnasium. Standort der Schule ist die Ricklinger Straße 95 im Stadtteil Linden-Süd.

## Aktuelles
Der schuleigene Ruderverein Humboldtschule ist im Schülerbootshaus der Stadt Hannover (→ Karte) am Maschsee aktiv. Außerdem existieren zahlreiche Arbeitsgemeinschaften (AG), eine Theater-Aula, ein Fotolabor und ein Schulgarten. Unterrichtet wird in den Klassenstufen 5 bis 12. Seit 2004 zählt die Schule etwa 1000 Schüler, aktuell sind es ungefähr 1100. Als Fremdsprache wird neben Englisch, Latein und Französisch auch Spanisch angeboten. Der Anteil migrierter Schüler liegt bei knapp 15 Prozent. Austauschfahrten werden mit Montigny/Paris nach Frankreich, mit Quito in Ecuador, mit den USA und Israel durchgeführt. Außerdem gibt es eine Begegnungsfahrt nach Kreisau/Polen.
Zurzeit nimmt die Schule an einem Projekt zum verstärkten Einsatz von iPads im Unterricht teil.

## Geschichte
Die Humboldtschule ging aus einer Realschule hervor, die in den Räumen der ehemaligen Mittelschule (→ Karte) in der Davenstedter Straße in Linden (damals noch eine selbständige Stadt) ihren Unterrichtsbetrieb am 10. April 1899 aufnahm. Am 14. Oktober 1902 erhielt die Schule ihr eigenes, neu erbautes Gebäude (→ Karte) in der Lindener Beethovenstraße und trug nun offiziell den Namen Humboldtschule. 1905 fanden die ersten Realschulabschlussprüfungen statt. Die Schule bekam eine Oberstufe und wurde zum Gymnasium. 1908 fand die erste Reifeprüfung statt.
1926 wurde der Verein Landheim gegründet, der das Landheim in Ovelgönne einrichtete. Das Landheim musste 2006 verkauft werden. Aus dem ehemaligen Landheim-Verein wurde der Förderverein. 1930 gründete sich der Verein ehemaliger Humboldtschüler.
Während der Zeit des Nationalsozialismus wurde die Humboldtschule zunächst in eine Oberschule für Jungen umgewandelt, in der ab 1937 das Abitur nach 12 Jahren abgelegt werden konnte. Im Zweiten Weltkrieg wurden Schüler der Oberstufe zum Dienst als Flakhelfer verpflichtet. Die Luftangriffe auf Hannover zerstörten das Gebäude in der Beethovenstraße zwar nicht, allerdings erfolgte der Unterricht nach Einweisung von Schülern anderer Schulen ab 1943 erst nur noch im Schichtunterricht und wurde schließlich völlig eingestellt.

Die so nicht zur Ausführung gekommene Humboldtschule in der Lindener Beethovenstraße (heute durch die IGS Linden genutzt); Tafel 51 aus dem Jahrgang 3 (1902) der Architektonischen Charakterbilder mit Künstlersignatur und Datum durch den Architekten Carl Arend

Erst im Herbst 1945 konnte die Humboldtschule ihren Betrieb wiederaufnehmen. 1962 bezog die Schule ihr neues Schulgebäude an der Ricklinger Straße, Einzugstermin war der 22. Juni, der Geburtstag von Alexander von Humboldt. Im alten Schulgebäude in der Beethovenstraße befindet sich heute die Sekundarstufe II der Integrierten Gesamtschule Hannover-Linden.
Seit 1971 nimmt die Humboldtschule, die bis dahin ein Jungengymnasium war, auch Mädchen auf. Etwa zur gleichen Zeit führte auch das andere Gymnasium in Linden, das Mädchengymnasium Helene-Lange-Schule, die Koedukation ein und nahm Jungen auf. 1972 wurde im Rahmen eines Versuchsprogramms des Kultusministeriums das Kollegsystem für die gymnasiale Oberstufe eingeführt – Vorläufer des heutigen Kurssystems.
1978 wurden die Jahrgänge 5 und 6 im Rahmen der schulformunabhängigen Orientierungsstufe in Niedersachsen getrennt, sodass bis 2004 nur in den Klassenstufen 7 bis 13 unterrichtet wurde. Die Nebenstelle der Humboldtschule, in der die Klassen 5 und 6 unterrichtet werden, befindet sich in der Egestorffschule Hannover direkt gegenüber dem Hauptgebäude.
Das Schullandheim in Ovelgönne bei Celle wurde Ende 2006 aufgegeben.
Die Humboldtschule ist seit dem Jahr 2012 eine Ganztagsschule und hat im Rahmen dieser Umorientierung eine geräumige Mensa erhalten.
Eine Sanierung der Klassenräume hat in diesem Zusammenhang bereits stattgefunden, eine Sanierung der Fachräume ist geplant.
Als Partnerschule des Sportinternats Hannover ist die Humboldtschule eine Eliteschule des Sports.

## Persönlichkeiten

### Schulleitung
- 1944–1952 Heinrich True
- 1952–1969 Martin Schwind
- 1969–1981 Rudi Wölz

Nach der Pensionierung von Rudi Wölz konnte nicht sofort ein neuer Schulleiter benannt werden. Nach einigen Monaten kommissarischer Schulleitung durch den stellvertretenden Direktor Wolfgang Fregien wurde 1983 in Dietrich Umbreit ein Nachfolger gefunden, der die Schule jedoch 1985 schon wieder verließ. Um die erneute Neubesetzung der Schulleiterstelle kam es zu Protesten aus der Lehrer- und Schülerschaft. Die meisten Lehrer und viele Schüler forderten nun, Fregien, der die Schulleitung zum zweiten Mal kommissarisch übernommen hatte, zum neuen Direktor zu machen. Das wurde vom Kultusministerium abgelehnt, da der Bewerber für eine Schulleiterstelle möglichst nicht aus deren eigener Lehrerschaft kommen solle. Es kam zu Demonstrationen, in deren Verlauf etwa 400 Schüler unter anderem die Treppe des hannoverschen Rathauses besetzten. Ernannt wurde 1986 dennoch der Kandidat des Kultusministeriums, Peter Fischer, der bis 2003 Schulleiter blieb. Fregien wurde Schulleiter der Schillerschule (Hannover).
Im Jahr 2003 übernahm Henning Lawes die Schulleitung.

### Bekannte Lehrer
- Otto Müller (Zoodirektor) (1887–1950), Studienrat und Direktor des Zoos Hannover[3]
- Ludwig Dietz (1909–1989), Dirigent und Komponist[4]

### Bekannte Schüler
- Adolf Wissel (1894–1973), deutscher Maler[5]
- Karl Grabenhorst (1896–1983), Architekt und Baubeamter
- Helmut Plath (1911–1990), Archäologe
- Rudolf Koldewey (1914–2004), Oberstadtdirektor von Hannover
- Fritz Cohen (1922), Verfolgter des Nazi-Regimes und Professor an der Purdue University in West Lafayette (Indiana); Ehrenbürger von Ronnenberg
- Hellmuth Hahn (1927–2015), Heimatforscher, Historiker, Arzt und Kommunalpolitiker
- Dietrich Kittner (1935–2013), Kabarettist
- Jürgen Borchhardt (1936–2021), Archäologe
- Friedrich Buttler (* 1941), Ökonom
- Hagen Kleinert (* 1941), Professor für Theoretische Physik an der Freien Universität Berlin
- Erich Barke (* 1946), Professor für Mikroelektronik, Präsident der Gottfried Wilhelm Leibniz Universität Hannover
- Ulrich von Jeinsen (* 1952), Rechtsanwalt und Notar, Honorarprofessor und Honorarkonsul der Vereinigten Mexikanischen Staaten für Niedersachsen[6][7][8]
- Klaus Lange (* 1968), Verleger
- Thomas Aydintan (* 1971), Sänger in der deutschen A-cappella-Gruppe Basta
- Lars Conrad (* 1976), Schwimmer
- Marc Politze (* 1977), Wasserballspieler
- Fabian Ernst (* 1979), Fußballspieler
- Sören Mackeben (* 1979), Wasserballspieler
- Annalena Baerbock (* 1980), frühere Bundesvorsitzende von Bündnis 90/Die Grünen und Bundesaußenministerin[9]
- Katrin Beinroth (1981–2020), Judoka
- Helge Schwarzer (* 1985), Leichtathlet
- Waldemar Anton (* 1996), Fußballspieler
- Stina Johannes (* 2000), Fußballspielerin
- Timo Kastening (* 1995), Handballspieler[10]